# Six Pianos
Six Pianos est une œuvre du compositeur américain Steve Reich écrite en 1973 pour un ensemble de six pianos ou au minimum trois. Elle a été adaptée pour six marimbas (Six Marimbas, 1986) et pour piano solo (Piano Counterpoint, 2011).

## Historique
L'idée de composition de Six Pianos est venue à Reich en visitant un magasin de piano alignant les instruments,. L'œuvre a été créée le 16 mai 1973 à New York par l'ensemble Steve Reich and Musicians, nouvellement constitué par le compositeur.
Six Marimbas est une transcription pour marimbas faite par Steve Reich lui-même en 1986, selon la suggestion de James Preiss, un membre de son ensemble. L'œuvre a été créée le 20 avril 1987 par le Manhattan Marimba Quartet et l'ensemble Steve Reich and Musicians au Alice Tully Hall à New York.
En 2011, le pianiste Vincent Corver, membre du London Steve Reich Ensemble, réalise également une adaptation pour piano solo, plus courte et intitulée Piano Counterpoint — contrôlée et approuvée par Steve Reich —, dont il donne la première mondiale le 23 octobre 2012 au The Pearl à Doha.

## Structure
L'œuvre est constituée de trois mouvements graduels :
1. Part I
2. Part II
3. Part III

Son exécution dure de 16 à 24 minutes selon les interprétations. L'adaptation Piano Counterpoint de 2011, qui ne comporte qu'un seul mouvement, ne dure en revanche que 12 minutes.

## Discographie
- Six Marimbas sur le disque Sextet - Six Marimbas, par l'ensemble Steve Reich and Musicians et le Manhattan Marimba Quartet, Nonesuch Records, 1986.
- Piano Counterpoint, par Vincent Corver sur le disque Different Trains, EMI Classics, 2011.